# Джей Шон
Камалджи́т Сингх Джху́ти (англ. Kamaljit Singh Jhooti, в.-пандж. ਕਮਲਜੀਤ ਸਿੰਘ ਝੂਤੀ), более известный как Джей Шон (англ. Jay Sean; род. 26 марта 1981, Лондон, Англия) — английский певец панджабского происхождения.
Выпустил три альбома: Me Against Myself (2004), My Own Way (2008) и All or Nothing (2009). Его основными лейблами являются Virgin Records и Jayded Records. В настоящее время[когда?] пишет песни под лейблом Cash Money Records для выпуска альбомов в США.

## Дискография

### Студийные альбомы
- Me Against Myself (2004)
- My Own Way (2008)
- All or Nothing (2009)
- So High (2012)
- Neon (2013)

### Сборники
- Hit the Lights (2012)
- Greatest Hits (2012)

### Мини-альбомы
- iTunes Live: London Festival '08 (2012)
- So High (2012)

### Микстейп
- The Mistress (2011)